# جیم اولز
جیم اولز (به انگلیسی: Jim Uhls)، فیلم‌نامه‌نویس آمریکایی است. او بیش‌تر برای نگارش فیلم‌نامه‌های باشگاه مبارزه (۱۹۹۹) و جهنده (۲۰۰۸) مشهور است.
اولز در سال ۱۹۷۹ از دانشگاه دریک با مدرک کارشناسی هنرهای زیبا فارغ‌التحصیل شد و حرفه خود را آغاز کرد.